# Cantó de Stains
El cantó de Stains és un antic cantó francès del departament de Sena Saint-Denis, que estava situat al districte de Saint-Denis. Incloïa el municipi de Stains.
Al 2015 va desaparèixer i el seu territori va passar a formar part del nou Cantó de Saint-Denis-2.

## Municipis
- Stains

## Història
| Data d'elecció                           | Identitat       | Partit | Qualitat |
| ---------------------------------------- | --------------- | ------ | -------- |
| 1967-1976                                | Louis Bordes    | PCF    |          |
| 1976-1998                                | Colette Coulon  | PCF    |          |
| 1994-2001                                | Patrice Charrié | PCF    |          |
| 2001-                                    | Azzédine Taïbi  | PCF    |          |
| les dades anteriors no són pas conegudes |                 |        |          |
|                                          |                 |        |          |

## Demografia
| A partir de 1990: Població sense dobles comptes |